# 布里希
50°34′38″N 25°32′41″E / 50.57722°N 25.54472°E
布里希（烏克蘭語：Брищі），是烏克蘭西北部的村莊，隸屬里夫內州的杜布諾區。該村面積6.78平方公里，海拔高度241米，2001年人口338，人口密度每平方公里49.9人。